# اللجنة العسكرية المركزية (الصين)
اللجنة العسكرية المركزية (بالصينية: 中央軍事委員會) هي تسمية دارجةٌ تُطلَق على منظمتين عسكريَّتين يمثّلان القوات المسلحة في الصين، هما اللجنة العسكرية المركزية في جمهورية الصين الشعبية (التابعة للدولة) ولجنة الحزب الشيوعي الصيني العسكرية المركزية (التابعة للحزب السياسي). تُسنَد إلى اللجنة العسكرية المركزية مهمَّة قيادة وإدارة جيش التحرير الشعبي الصيني، أي القوات المسلحة الصينية، إلا أنَّ اللجنة تقوم بمهامّها تحتَ إشراف لجنة مجلس الشعب الوطني الثابتة. تعد اللجنة العسكرية اسمياً المنظمة الحكومية العليا في اتخاذ القرارات العسكرية، وأما رئيسها الذي ينتخبه مجلس الشعب الوطني فهو رئيس أركان القوات المسلحة. رغم ذلك، تظلُّ قيادة وإدارة القوات المسلحة الصينية فعلياً في يد لجنة الحزب الشيوعي الصيني العسكرية المركزية وحدها دون لجنة الجمهورية، وهي بدورها تتبع لجنة الحزب الشيوعي الصيني المركزية (أعلى سلطة إدارية في الحزب الشيوعي).